# روز رستاخیز (نمایشنامه)
روز رستاخیز نمایشنامه‌ای به نویسندگی مشترک محمد چرمشیر و فرهاد مهندس‌پور است، که در سال ۱۳۸۳ توسط انتشارات دو رود به‌چاپ رسیده است.
این نمایشنامه شامل بازخوانی رمان محشر صغرا نوشته تادئوش کونویتسکی است، که در سال ۱۳۸۰ نوشته شد و سال ۱۳۸۱ روی صحنه رفت. شکل نمایشی این اثر را رویدادهای به‌نظر اتفاقی و ناگهانی به هم می‌رساند. بهره‌گیری از این ترفند باعث شده تا هر اتفاق و رویداد شگفت‌انگیزی در دل این نمایشنامه رخ داده و شدنی به‌نظر برسد. تادئوش کونویتسکی نویسنده رمان اصلی و پایه اقتباس این نمایشنامه، روشنفکری از بلوک شرق است که برای رسیدن به رؤیاهایش زندگی کرده و اندیشه‌هایی برای بشریت داشت. او زندگی را طوری می‌یابد که در آن، کابوس‌ها سرانجام کار را رقم می‌زنند.
اجرای این نمایشنامه در سال ۱۳۸۱ دوبار تمدید و به ۸۰ شب اجرای پیوسته انجامید. چرم‌شیر و مهندس‌پور دربارهٔ کاری که با رمان محشر صغرا انجام داده و این نمایشنامه را تولید کرده‌اند، می‌گویند: شاید ساده‌ترین کار ممکن عوض کردن یک فرم به فرمی دیگر است. رمانی که ساختمان ویژه‌اش را داشت به ساختاری نمایشی تبدیل کردیم. در این راه، گاه روند قصه را در جایی مسدود کردیم تا از جایی دیگر آن را پی بگیریم. شخصیتی را رها کردیم تا شخصیتی دیگر را پررنگ‌تر کنیم. شخصیتی را ساختیم تا برآیند چندین و چند شخصیت باشد و از همه روشن‌تر، تمامی مکان‌های رمان را به یک نقطه انتقال دادیم. در واقع اتاق تادئوش (قهرمان نمایشنامه روز رستاخیز) تبدیل به چهارراهی شد که در آن، آدم‌ها به یکدیگر و از همه مهم‌تر به خود تادئوش برخورد کنند. و همه این‌ها اختلافی بزرگ میان ما و کونویتسکی پدیدآورد؛ قهرمان کونویتسکی حرکت می‌کند و دست آخر به یک انتخاب می‌رسد، ولی قهرمان ما از همان آغاز یک انتخاب‌شده است. انتخاب‌شده‌ای که به سوی تقدیر رانده می‌شود.
روز رستاخیز بارها در سالن‌های مختلف تئاتر به‌روی صحنه رفته است.

قسمتی از متن نمایشنامه:
اینک پایان جهان فرا می‌رسد!... می‌آید، نزدیک‌تر می‌شود و من در واپسین قدم‌های جلجتایم در انتظارم؛ در انتظار این پایان. من که هیولایی کوچکم؛ ایستاده بر دو پای خویش. من که یکی از شمایم، یکی از شما هیولاهای کوچک ایستاده بر دو پای خویش؛ در آخرین دور این جهان. و در این آخرین دور، چه کسی می‌داند باید به کدامین سو چرخید؟...